# Sint Jobshaven
De Sint Jobshaven is een vooroorlogse haven in de Rotterdamse deelgemeente Delfshaven. De Sint Jobshaven is gegraven tussen 1906 en 1908 en aangelegd voor de overslag van stukgoed. De haven is vernoemd naar de bij de aanleg van de haven afgebroken Sint Jobskapel in het voormalige dorp Schoonderloo.
De N.V. Blaauwhoedenveem liet door architect J.J. Kanters in 1912 aan de westkant van de haven een veemgebouw met silo ontwerpen. Dit was een kolossaal betonnen gebouw, aan de buitenkant met baksteen bekleed. In het Sint Jobsveem werden koloniale producten onder douane-toezicht opgeslagen en gedistribueerd. Aan de oostkant van de Sint Jobshaven was van 1908 tot 1970 het stuwadoorsbedrijf Wm.H. Müller & Co's Stuwadoors Mij. N.V. gevestigd.
Met de opkomst van moderne overslagbedrijven in het Eemhaven-gebied liepen de havenactiviteiten in Rotterdam-West terug. In de jaren negentig was er geen havengebonden bedrijvigheid meer aan de Sint Jobshaven. Aan de oostkant van de Sint Jobshaven was de Müller-pier in gebruik als evenemententerrein. Het Pakhuis Jobsveem, ook wel St. Job genaamd, is omgebouwd tot woongebouw met loft appartementen en opgetopt met penthouses en maakt deel uit van het Lloydkwartier. Architect van de herbestemming van het Pakhuis Jobsveem is Robert Winkel.

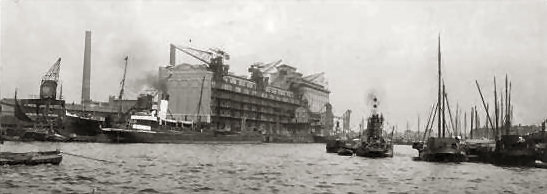
Sint Jobshaven in 1913

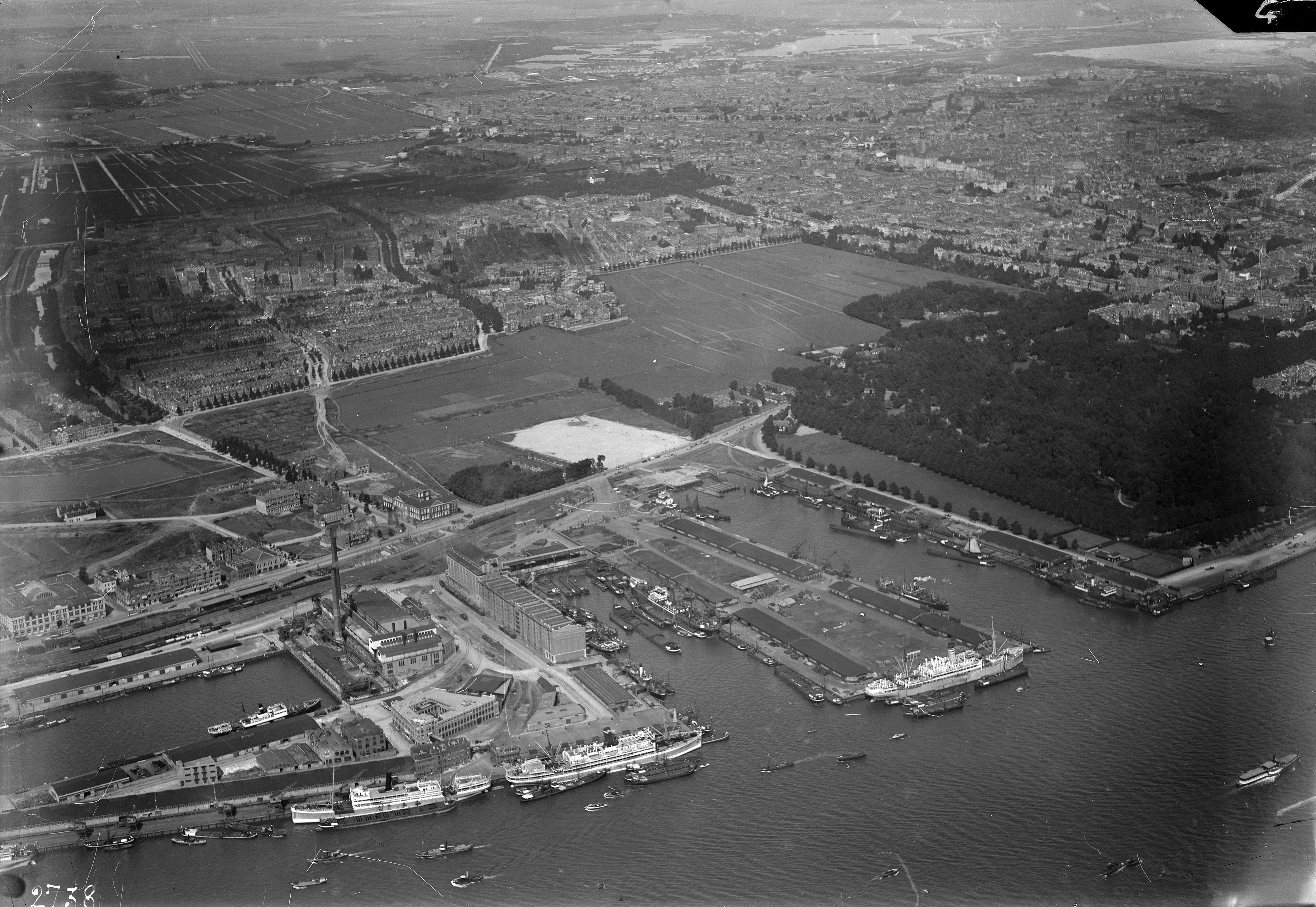
Sint Jobshaven rond 1920